# Participantes da Volta a Espanha de 2013
A Volta a Espanha de 2013 contou com a participação de 198 ciclistas em 22 equipas de 9 a cada um ao início da corrida (197 depois da não inclusão a último momento de Theo Bos na equipa Belkin).
Durante as 21 etapas registaram-se 51 abandonos e 2 expulsões, chegando ao final em Madrid 144 corredores (os 73,1 % dos que iniciaram). A única equipa que acabou completo com seus 9 integrantes foi a Euskaltel Euskadi, que também foi a vencedora da classificação por equipas. No outro extremo, a equipa que finalizou com menos corredores foi a Vacansoleil-DCM com só 3.
A seguinte tabela mostra a lista dos participantes, a posição final da cada um e no caso de abandono, a etapa na qual deixaram de participar (ver a legenda):
| N.º | Corredor           | Pos.  |
| 1   | Alejandro Valverde | 3º    |
| 2   | Eros Capecchi      | 24º   |
| 3   | Imanol Erviti      | 102º  |
| 4   | Iván Gutiérrez     | 119º  |
| 5   | José Herrada       | 12º   |
| 6   | Beñat Intxausti    | 87º   |
| 7   | Pablo Lastras      | AB-13 |
| 8   | Javi Moreno        | 76º   |
| 9   | Sylwester Szmyd    | 45º   |

| N.º | Corredor           | Pos.  |
| 11  | Domenico Pozzovivo | 6º    |
| 12  | Julien Bérard      | 94º   |
| 13  | Carlos Betancur    | 126º  |
| 14  | Steve Chainel      | AB-14 |
| 15  | Mikaël Cherel      | 56º   |
| 16  | Ben Gastauer       | 65º   |
| 17  | Lloyd Mondory      | 114º  |
| 18  | Matteo Montaguti   | NP-11 |
| 19  | Rinaldo Nocentini  | 53º   |

| N.º | Corredor              | Pos.  |
| 21  | Nikias Arndt          | 136º  |
| 22  | Warren Barguil        | 38º   |
| 23  | Johannes Fröhlinger   | 59º   |
| 24  | Thierry Hupond        | AB-20 |
| 25  | Reinardt Van Rensburg | 98º   |
| 26  | Thomas Peterson       | 116º  |
| 27  | Georg Preidler        | 36º   |
| 28  | Ramon Sinkeldam       | AB-14 |
| 29  | Tom Stamsnijder       | 137º  |

| N.º | Corredor           | Pos.  |
| 31  | Vincenzo Nibali    | 2º    |
| 32  | Janez Brajkovič    | 26º   |
| 33  | Jakob Fuglsang     | 29º   |
| 34  | Andriy Grivko      | 101º  |
| 35  | Maxim Iglinskiy    | AB-19 |
| 36  | Tanel Kangert      | 11º   |
| 37  | Paolo Tiralongo    | 51º   |
| 38  | Alessandro Vanotti | 113º  |
| 39  | Andrey Zeits       | 81º   |

| N.º | Corredor          | Pos.  |
| 41  | Bauke Mollema     | 52º   |
| 42  | Theo Bos          | NP-1  |
| 43  | Graeme Brown      | AB-15 |
| 44  | Stef Clement      | AB-13 |
| 45  | Juanma Gárate     | 71º   |
| 46  | Luis León Sánchez | AB-14 |
| 47  | David Tanner      | 106º  |
| 48  | Laurens ten Dam   | AB-13 |
| 49  | Robert Wagner     | 123º  |

| N.º | Corredor         | Pos.  |
| 51  | Philippe Gilbert | AB-15 |
| 52  | Yannick Eijssen  | 83º   |
| 53  | Martin Kohler    | 66º   |
| 54  | Sebastian Lander | NP-13 |
| 55  | Klaas Lodewijck  | 120º  |
| 56  | Dominik Nerz     | 14º   |
| 57  | Marco Pinotti    | NP-12 |
| 58  | Ivan Santaromita | 48º   |
| 59  | Danilo Wyss      | 72º   |

| N.º | Corredor         | Pos.  |
| 61  | David Arroyo     | 13º   |
| 62  | Javier Aramendia | 118º  |
| 63  | André Cardoso    | 16º   |
| 64  | Fabricio Ferrari | 121º  |
| 65  | Marcos García    | 75º   |
| 66  | Francesco Lasca  | 140º  |
| 67  | Antonio Piedra   | 109º  |
| 68  | Amets Txurruka   | 25º   |
| 69  | Iván Velasco     | NP-11 |

| N.º | Corredor              | Pos.  |
| 71  | Ivan Basso            | AB-14 |
| 72  | Guillaume Boivin      | AB-10 |
| 73  | Tiziano Dall'Antonia  | 111º  |
| 74  | Lucas Sebastián Haedo | 139º  |
| 75  | Paolo Longo Borghini  | 89º   |
| 76  | Maciej Paterski       | 54º   |
| 77  | Daniele Ratto         | 95º   |
| 78  | Cayetano Sarmiento    | 57º   |
| 79  | Cameron Wurf          | 99º   |

| N.º | Corredor          | Pos.  |
| 81  | Jérôme Coppel     | 40º   |
| 82  | Yoann Bagot       | 21º   |
| 83  | Cyril Bessy       | AB-14 |
| 84  | Nicolas Edet      | 104º  |
| 85  | Luis Ángel Maté   | 42º   |
| 86  | Adrien Petit      | 130º  |
| 87  | Stéphane Poulhies | 138º  |
| 88  | Nico Sijmens      | 78º   |
| 89  | Romain Zingle     | 91º   |

| N.º | Corredor       | Pos. |
| 91  | Samuel Sánchez | 8º   |
| 92  | Igor Antón     | 20º  |
| 93  | Jorge Azanza   | 90º  |
| 94  | Mikel Landa    | 39º  |
| 95  | Egoi Martínez  | 30º  |
| 96  | Mikel Nieve    | 23º  |
| 97  | Juanjo Oroz    | 46º  |
| 98  | Pablo Urtasun  | 122º |
| 99  | Gorka Verdugo  | 63º  |

| N.º | Corredor          | Pos.  |
| 101 | Thibaut Pinot     | 7º    |
| 102 | Arnaud Courteille | 132º  |
| 103 | Kenny Elissonde   | 33º   |
| 104 | Alexandre Geniez  | 47º   |
| 105 | Laurent Mangel    | AB-13 |
| 106 | Cédric Pineau     | 103º  |
| 107 | Anthony Roux      | 34º   |
| 108 | Geoffrey Soupe    | AB-12 |
| 109 | Jussi Veikkanen   | AB-18 |

| N.º | Corredor                  | Pos.  |
| 111 | Daniel Martin             | NP-8  |
| 112 | Caleb Fairly              | 112º  |
| 113 | Tyler Farrar              | 124º  |
| 114 | Koldo Fernández de Larrea | NP-2  |
| 115 | Alex Howes                | 93º   |
| 116 | Michel Kreder             | AB-14 |
| 117 | Nick Nuyens               | AB-14 |
| 118 | Alex Rasmussen            | 134º  |
| 119 | Johan Vansummeren         | 88º   |

| N.º | Corredor          | Pos.  |
| 121 | Joaquim Rodríguez | 4º    |
| 122 | Giampaolo Caruso  | 49º   |
| 123 | Vladimir Gusev    | 62º   |
| 124 | Vladimir Isaychev | 131º  |
| 125 | Dmitry Kozontchuk | 92º   |
| 126 | Alberto Losada    | AB-10 |
| 127 | Daniel Moreno     | 10º   |
| 128 | Luca Paolini      | 107º  |
| 129 | Ángel Vicioso     | 80º   |

| N.º | Corredor            | Pos.  |
| 131 | Michele Scarponi    | 15º   |
| 132 | Winner Anacona      | 105º  |
| 133 | Matteo Bono         | 143º  |
| 134 | Luca Dodi           | 129º  |
| 135 | Massimo Graziato    | 144º  |
| 136 | Manuele Mori        | 70º   |
| 137 | Maximiliano Richeze | 141º  |
| 138 | Simone Stortoni     | AB-15 |
| 139 | Diego Ulissi        | 32º   |

| N.º | Corredor            | Pos.  |
| 141 | Bart De Clercq      | AB-10 |
| 142 | Francis De Greef    | 41º   |
| 143 | Adam Hansen         | 60º   |
| 144 | Greg Henderson      | AB-14 |
| 145 | Vicente Reynés      | NP-13 |
| 146 | Jurgen Van de Walle | AB-14 |
| 147 | Tosh Van Der Sande  | 127º  |
| 148 | Jelle Vanendert     | AB-14 |
| 149 | Dennis Vanendert    | 108º  |

| N.º | Corredor         | Pos.  |
| 151 | Leopold König    | 9º    |
| 152 | Jan Bárta        | 96º   |
| 153 | Iker Camaño      | 67º   |
| 154 | David de la Cruz | AB-13 |
| 155 | Zakkari Dempster | 133º  |
| 156 | Bartosz Huzarski | 35º   |
| 157 | José Mendes      | 22º   |
| 158 | Daniel Schorn    | AB-15 |
| 159 | Paul Voss        | 68º   |

| N.º | Corredor                 | Pos.  |
| 161 | Tony Martin              | AB-15 |
| 162 | Kevin De Weert           | AB-11 |
| 163 | Andrew Fenn              | EX-10 |
| 164 | Gianni Meersman          | 58º   |
| 165 | Serge Pauwels            | 31º   |
| 166 | Pieter Serry             | 50º   |
| 167 | Zdeněk Štybar            | AB-15 |
| 168 | Guillaume Van Keirsbulck | 125º  |
| 169 | Kristof Vandewalle       | AB-15 |

| N.º | Corredor          | Pos.  |
| 171 | Simon Gerrans     | NP-14 |
| 172 | Sam Bewley        | NP-14 |
| 173 | Simon Clarke      | 69º   |
| 174 | Baden Cooke       | AB-15 |
| 175 | Mitchell Docker   | 135º  |
| 176 | Leigh Howard      | 142º  |
| 177 | Christian Meier   | 82º   |
| 178 | Michael Matthews  | 110º  |
| 179 | Wesley Sulzberger | NP-5  |

| N.º | Corredor           | Pos.  |
| 181 | Fabian Cancellara  | NP-18 |
| 182 | Matthew Busche     | 64º   |
| 183 | Ben Hermans        | 61º   |
| 184 | Christopher Horner | 1º    |
| 185 | Markel Irizar      | 86º   |
| 186 | Robert Kiserlovski | 17º   |
| 187 | Yaroslav Popovych  | 85º   |
| 188 | Grégory Rast       | 77º   |
| 189 | Haimar Zubeldia    | AB-14 |

| N.º | Corredor             | Pos.  |
| 191 | Sergio Luis Henao    | 28º   |
| 192 | Edvald Boasson Hagen | 84º   |
| 193 | Dario Cataldo        | 74º   |
| 194 | Vasil Kiryienka      | 73º   |
| 195 | Christian Knees      | 79º   |
| 196 | Salvatore Puccio     | NP-20 |
| 197 | Luke Rowe            | AB-15 |
| 198 | Rigoberto Urán       | 27º   |
| 199 | Xabier Zandio        | 55º   |

| N.º | Corredor        | Pos.  |
| 201 | Roman Kreuziger | AB-14 |
| 202 | Rafał Majka     | 19º   |
| 203 | Michael Morkov  | 128º  |
| 204 | Yevgeni Petrov  | 117º  |
| 205 | Nicolas Roche   | 5º    |
| 206 | Chris Sørensen  | 18º   |
| 207 | Nicki Sørensen  | 100º  |
| 208 | Matteo Tosatto  | 115º  |
| 209 | Oliver Zaugg    | 37º   |

| N.º | Corredor          | Pos.  |
| 211 | Wout Poels        | AB-14 |
| 212 | Grega Bole        | 97º   |
| 213 | Thomas de Gendt   | EX-10 |
| 214 | Juan Antonio Seta | 44º   |
| 215 | Johnny Hoogerland | AB-19 |
| 216 | Tomasz Marczynski | NP-15 |
| 217 | Barry Markus      | AB-10 |
| 218 | Rafael Valls      | 43º   |
| 219 | Lieuwe Westra     | AB-14 |

## Legenda
| Legenda                   | Legenda | Legenda             | Legenda                                                                                           |
| ------------------------- | --- | ------------------- | ------------------------------------------------------------------------------------------------- |
| Maillot vermelho          | Indica o vencedor da classificação geral                                                                                       | Maillot da montanha | Indica o vencedor da classificação da montanha                                                    |
| Maillot verde             | Indica o ganhador da classificação por pontos                                                                                  | Maillot alvo        | Indica o ganhador da classificação da combinada                                                   |
| Classificação por equipas | Indica o ganhador da classificação por equipas                                                                                 | Combatividade       | Indica o ganhador da combatividade                                                                |
| NP                        | Indica um ciclista que não tem tomado a saída numa etapa, seguido do número de etapa na que não tomou a saída                  | AB                  | Indica um ciclista que não tem finalizado uma etapa, seguido do número de etapa em que se retirou |
| HD                        | Indica um ciclista que tem finalizado uma etapa fora de controle, seguido do número de etapa na que ocurreu dita circunstância | EX                  | Corredor excluído por não respeitar o regulamento                                                 |